# Yves Salaberry
Yves Salaberry (Lekuine, Lapurdi, 14 de novembre de 1979), més conegut com a Xala, és un jugador professional de pilota basca, en la posició de davanter, esquerrà, en l'empresa Aspe. Va debutar l'any 2000 al Frontó Astelena d'Eibar.

## Palmarés
- Campió per parelles: 2002, 2007 i 2010
- Campió del Manomanista: 2011[1]
- Subcampió del Manomanista: 2004 i 2010
- Subcampió del Quatre i mig: 2005
- Campió del Trofeu Costa Blanca: 2009